# Välbefinnande
| Välbefinnande |
| --- |
| - Betydelse – någons allmänna känsla eller upplevelse av livskvalitet - Bakgrund – subjektiv uppfattning, relaterad till det som är värdefullt för någon - Olika ord – välmående (motsats: illamående) - Liknande begrepp – lycka, trivsel |

Välbefinnande eller välmående är en persons allmänna känsla eller upplevelse av livskvalitet. Det är en subjektiv uppfattning, tätt kopplat till det som är värdefullt för personen ifråga. Betydelsen har överlappningar med begrepp som trivsel och lycka. Att må bra eller må illa kan även vara direkt kopplat till en känsla av god respektive dålig hälsa.

## Definition
En persons välbefinnande handlar om vad som upplevs som gott eller mindre gott för en viss individ, utifrån personens egenintresse. Väbefinnandet kan ha både positiva eller negativa förtecken, beroende på personens upplevelse av situationen. I dess negativa betydelse kan den ibland ställas i motsats till ett fysiskt illamående. Ett subjektivt välbefinnande kan mätas utifrån personers tillfredsställelse med sina liv, genom självrapportering i olika enkätundersökningar.
Välbefinnandet behandlas ofta som en variabel på en skala, där extremerna är ingen respektive hög/maximal. Genom de olika aktiviteterna en person är inblandad i, har behovet av välbefinnandet som fenomen också kommit att diskuteras i relation till privatliv, arbetsliv, miljö och fritid och andra sammanhang.

### Överlappande termer
De besläktade termerna välbefinnande, trivsel och lycka överlappar ofta i betydelse, när de används i vardagsspråket. Samtidigt kan de definieras åtskilt utifrån filosofiska eller psykologiska resonemang:
- Trivsel handlar om en erfarenhet som känns skön, och den räknas som en del i att uppnå välbefinnande – vid sidan av hälsa, självkänsla, kunskap, måluppfyllelse och önskningar som uppfylls.
- Lycka ses ofta som antingen "individens saldo mellan trevlig och otrevlig upplevelse" eller tillståndet att vara nöjd med sitt liv i stort. Den kan också ses som en bidragande del av någon välbefinnande.

## Olika sammanhang
Välbefinnande kan mätas eller kännas inom olika delar av det mänskliga varandet. Man kan känna välbefinnande kroppsligen, själsligen, sexuellt, ekonomiskt eller på andra sätt.

### Sexuellt välbefinnande (sexuell wellness)
I sexuella sammanhang handlar välbefinnande om att känna sig trygg, frisk, lustfylld och närvarande i sin sexualitet och utövandet av den. På senare år har sexuell wellness blivit en viktig marknadsföringsterm, främst riktade mot kvinnor och med koppling till försäljning och kunskap om sexuella hjälpmedel, sexuella praktiker och kroppsvård utifrån ett sexuellt perspektiv. Genom den positiva men mångtydiga betydelsen, där även skönhet kan inkluderas, har fenomenet blivit en symbol för ett nytt fokus för den internationella skönhetsindustrin.
Sexuell wellness, och produkter och tjänster som sägs befrämja den, marknadsförs av kända skådespelare och entreprenörer som Gwyneth Paltrow, Dakota Johnson, Lily Allen, Christina Aguilera och Naomi Watts, vilka alla blivit delägare i företag med produktion av sexuella hjälpmedel av olika slag. Denna nya nisch inom ekonomin har också dragit till sig olika riskkapitalplacerare.